# Gia DiMarco
Gia DiMarco (San Francisco, 8 dicembre 1986) è un'attrice pornografica statunitense.

## Biografia
Gia DiMarco ha iniziato a lavorare nella pornografia nel 2009 con lo pseudonimo di Haley Wilde.

## Filmografia
- Fucking Machines 7852 (2009)
- Kink Live 12: Gia Dimarco Is An Obedient Whore (2010)
- Big Tits at Work 14 (2011)
- Big Tits in Sports 7 (2011)
- In the Butt 8 (2011)
- Crack Fuckers 2 (2012)
- Doll House 8 (2012)
- Tanlines (2012)
- Divine Bitches 2 (2013)
- Pornstars Like It Big 18 (2013)
- POV Jugg Fuckers 5 (2013)
- Titty Creampies 5 (2013)
- Big Tits in Uniform 13 (2014)
- Pornstars Like it Big 21 (2014)
- Big Tits in Uniform 14 (2015)
- Gia DiMarco Ready In Red (2016)
- Plenty to Please (2016)
- Whipped Ass 21 (2017)
- Anal MILF Party (2018)
- All I Want For Christmas Is Anal (2019)
- Busty MILFs Exposed 4 (2020)
- Bet Your Ass 8 (2021)
- Tatted Tail (2022)
- Risky Business (2023)
- Hot And Mean 33 (2024)
- Real Anal Lovers Compilation (2024)